# Provokationstest
Provokationstest  (lat. provocare ‚hervorrufen', ‚herausfordern') steht in der Medizin für ein Untersuchungsverfahren, wenn durch andere Methoden keine eindeutige Diagnose gestellt werden kann. Mit dem Provokationstest soll gezielt eine körperliche oder psychische Reaktion auf ein Medikament oder einen Reiz hervorgerufen (provoziert) werden.

## Beispiele
- Adson-Provokationstest siehe Hyperabduktionssyndrom
- Cushing-Provokationstest siehe Dexamethason-Suppressionstest
- EDTA-Provokationstest siehe Bleivergiftung
- Kälteprovokationstests
  - in der Zahnmedizin siehe Sensibilitätsprüfung der Zähne
  - Durchblutungsstörungen im Bereich der Hände oder Füße siehe Akraler Kälteprovokationstest
  - Kaltwassertest, z. B. beim Vibrationsbedingtes vasospastisches Syndrom
  - Inhalativer Kälteprovokationstest siehe
    - Asthma bronchiale
    - Tauchmedizin

  - Dermaler Kälteprovokationstest siehe Kälteurtikaria
- Lungen-Provokationstest siehe
  - Methacholintest
  - Husten
- Nasaler Provokationstest siehe Allergietest
- Oraler Provokationstest siehe ALCAT-Test
- Konjunktivaler Provokationstest siehe Konjunktivalprobe
- Patch-Provokationstest siehe  Epikutantest
- Reserpin-Provokationstest siehe Reserpin
- Triglycerid-Provokationstest siehe Exokrine Pankreasinsuffizienz